# Arkhangelsky Ar-2
Arkhangelsky Ar-2 là một loại máy bay ném bom bổ nhào của Liên Xô được sử dụng với số lượng nhỏ trong Chiến tranh thế giới II. Nó được thiết kế dựa trên những kinh nghiệm từ loại máy bay Tupolev SB trước đó.

## Quốc gia sử dụng
Liên Xô
- Không quân Liên Xô
- Không quân Hải quân Liên Xô

## Tính năng kỹ chiến thuật (Ar-2)

### Đặc điểm riêng
- Tổ lái: 3
- Chiều dài: 12,50 m (41 ft 0 in)
- Sải cánh: 18,00 m (59 ft 0 in)
- Chiều cao: 3,56 m (11 ft 8 in)
- Diện tích cánh: 48,2 m2 (519 ft2)
- Trọng lượng rỗng: 4.516 kg (9.956 lb)
- Trọng lượng có tải: 8.150 kg (17.970 lb)
- Động cơ: 2 × Klimov M-105R, 820 kW (1.100 hp) mỗi chiếc

### Hiệu suất bay
- Vận tốc cực đại: 512 km/h (319 mph)
- Tầm bay: 1.500 km (940 dặm)
- Trần bay: 10.500 m (34.400 ft)
- Vận tốc lên cao: 12,8 m/s (2.510 ft/phút)

### Vũ khí
- 4 súng máy ShKAS 7,62 mm
- 1.600 kg (3.530 lb) bom